# 마르셀로 발보아
마르셀로 발보아(Marcelo Balboa, 1967년 8월 8일)는 미국의 전 축구 선수이다. 그는 1990년대 미국의 주전 수비수였으며 주장을 맡기도 했다. 은퇴 후에는 ESPN과 ABC 등에서 해설자로 활동하고 있다. 그는 미국 축구 명예의 전당의 일원이며 현재 모나크 고등학교의 감독으로 활동하고 있다.

## 선수 시절

### 어린 시절
아르헨티나계인 발보아는 캘리포니아주 세리토스에서 자랐다. 발보아는 1986년 미국 유소년 대회 우승팀인 플램-커버에서 뛰었다. 그의 아버지 루이스 발보아는 아르헨티나와 북미 축구 리그의 시카고 머스탱에서 프로 축구 선수로 활동하으며 발보아를 감독하였다. 1985년 세리토스 고등학교를 졸업한 발보아는 2년제 대학교인 세리토스 대학교에 지원하여 1986년부터 1987년까지 다녔다. 발보아는 미식 축구 팀의 플레이스키커였으며 또한 퍼스트 팀 올 사우스 코스트 컨퍼런스의 축구 선수이기도 했다. 세리토스 대학교에서는 그의 등번호였던 3번을 결번시켰다. 1988년 그는 샌디에이고 주립 대학교로 갔으며 그해 전미 축구 베스트 11에 뽑혔다.

### 국제 대회
발보아는 1988년 1월 10일 과테말라전에서 A매치 데뷔를 하게 된다. 이후 그는 3번에 월드컵에 출전하였으며 센츄리 클럽에도 가입하였다.
또한 그는 미국 올해의 축구 선수상을 1992년, 1994년, 1995년에 수상하여 통합 3번을 수상하였다.
발보아는 미국 축구 국가대표팀으로 출장해 총 128경기 13골을 기록하였다.

### 클럽 경력
1987년부터 1989년까지 발보아는 서부 축구 리그의 프로팀 샌 디에고 노마즈와 아마추어 계약을 맺어 대학 선수로 활약했다. 1988년 그는 서부 리그의 MVP를 뽑혔으며 1990년 미국 프로 축구 리그의 샌 프란시스코 블랙호츠에서 프로 활동을 시작했다. 1992년 그는 콜로라도 팍시즈로 옮겼으며 1995년과 1996년에는 멕시코 프리메라 디비시온의 클럽 레온에서 뛰었다. 이후 다시 미국으로 돌아온 발보아는 메이저 리그 사커의 콜로라도 래피즈에서 6년간 활약하였다. 여기서 그는 팀의 지도자로서 많은 전술적 범주를 이끌었다. 1998년엔 탑 라모스와 에릭 위날다와 함께 미국에서 처음으로 월드컵에 3회 연속 출장한 선수가 되었다. 2002년 메트로스타스로 이적하였지만 부상으로 5분만 출장했고 이후 은퇴했다.
발보아는 메이저 리그 사커에 152경기에 출장해 24골 23도움을 기록했다. 2005년에 그는 MLS 올타임 베스트 11에 뽑혔으며 미국 축구 명예의 전당의 첫 투표에서 닉 폴란과 함께 선정되었다. 2012년에는 콜로라도 축구 명예의 전당에 뽑혔다.

## 은퇴 후

### 팀 중역
2004년 MLS 시즌이 끝난후 그는 래피즈의 프론트진이 되었다.

### 방송
발보아는 ABC가 방송하는 2003년 MLS 올스타전과 MLS 컵의 사이드라인 리포터로 데뷔했다. 2004년에 ABC와 ESPN의 미국 대표팀 텔레비전 방송의 정규 아나운서가 되었다. 또한 야구 아나운서인 데이브 오브라이언과 함께 2006년 FIFA 월드컵을 중계하기도 했다.
2007년에는 덴버 중계국의 마일 하이 스포츠 라디오에서 프롬 더 피치(From the Pitch)라는 축구 라디오 쇼를 시작했다. 발보아는 NBC 스포츠의 2008년 하계 올림픽 축구 분석가로 활동했다. 그는 우니마스의 콘택토 데포르티보의 객원 축구 분석가로 활동하고 있다.

### 감독
2012년 발보아는 모나크 고등학교에서 남자 축구부의 감독이 되었다.

## 개인적 삶
발보아는 콜로라도주 수퍼리어에서 살고 있으며 같은 주의 라파예떼의 트레볼 축구 클럽의 중역이다.

## 같이 보기
- A매치 100경기 이상 출전한 축구 선수 명단